# Sahoua (Taabo)
Sahoua est une localité rurale dans le Sud de la Côte d'Ivoire dans la région de l'Agnéby-Tiassa. La localité de Sahoua est administrativement rattachée au département  de Taabo.

## Population
Selon le recensement général de la population ivoirienne de 2014, la population de Sahoua est estimée à 1 496 habitants avec un rapport se masculinité de 130,2.